# Fernando Figueiredo
Fernando Figueiredo (10 de septiembre de 1973) es un deportista brasileño que compitió en judo. Ganó una medalla de plata en el Campeonato Panamericano de Judo de 1999 en la categoría de +100 kg.

## Palmarés internacional
| Campeonato Panamericano | Campeonato Panamericano | Campeonato Panamericano | Campeonato Panamericano |
| Año                     | Lugar                   | Medalla                 | Categoría               |
| ----------------------- | ----------------------- | ----------------------- | ----------------------- |
| 1999                    | Montevideo (Uruguay)    | Medalla de plata        | +100 kg                 |